# Wilne (rejon nowomoskowski)
Wilne (ukr. Вільне) – wieś na Ukrainie, w obwodzie dniepropetrowskim, w rejonie nowomoskowskim, w hromadzie Hubynycha. W 2001 liczyła 1994 mieszkańców, spośród których 1684 wskazało jako ojczysty język ukraiński, 292 rosyjski, 1 mołdawski, 7 ormiański, a 10 inny.